# Otto, Indiana
Otto este o comunitate neîncorporată din district civil Betlehem din comitatul Clark, statul Indiana, Statele Unite ale Americii. Localitatea se află la altitudinea de 231 m deasupra n.m..